# Брусилов, Александр Владимирович
Александр Брусилов (7 июня 1938, Винница — 26 ноября 2023) — советский и российский художник-реалист.

## Биография
- С 1962 по 1967 год учился в Московском текстильном институте на факультете прикладного искусства.
- С 1969 года принимал активное участие в московских, зональных и всесоюзных выставках.
- С 1978 года член Союза художников СССР
- В 1995 году награждён дипломом за успешное осуществление персональной выставки в ознаменование Дня испаноязычных народов в Художественном Центре Андалусии «Manuel de Falla» (Барселона).
- В 1999 году присвоено ученое звание доцента по кафедре рисунка и живописи.
- В 2000 году награждён дипломом за успешное участие в коллективной выставке художников Каталонии в Галерее Recasens ART Consell de Cent.
- В 2003 году награждён дипломом Союза художников России за успехи в творчестве и содействие развитию изобразительного искусства.
- В 2003 году награждён дипломом по итогам Всероссийской художественной выставки «Наследие».
- В 2003 году награждён дипломом Ассоциации «Pro Arte Ruso» за участие в коллективных выставках интерьерной живописи каталонских художников.
- В 2005 году награждён дипломом Союза художников России по итогам 2-й Всероссийской художественной выставки «Возрождение».
- В 2005 году награждён Почетной грамотой Министерства образования и науки РФ.
- В 2005 году награждён медалью Союза художников России.
- В 2007 году присвоено звание «Почётный работник высшего профессионального образования Российской Федерации»
- С 2010 года — профессор кафедры рисунка и живописи факультета прикладного искусства Московского Государственного текстильного университета.
- Состоит в Союзе художников России, Московском союзе художников, Международной федерации художников и Творческом объединении «Новые передвижники».
- Создал свыше 450 произведений живописи и графики, экспонированных на более чем 100 крупнейших художественных выставках России и за рубежом.
- Отец художника Станислава Брусилова.

Скончался 26 ноября 2023 года на 86-м году жизни.

## Основные выставки
- 1984 — Российская выставка «Архитектурные памятники России».
- 1992 — Всероссийская выставка «Памятники Отечества» в Большом Манеже.
- 1994 — Российская выставка «Портрет в творчестве Российских художников».
- 1995 — Персональная выставка в культурном центре Андалусии, Барселона, Испания.
- 1996, 1999, 2001, 2003, 2004 — Групповые выставки Московских художников в выставочном зале Новый Манеж.
- 1999 — Выставка московских живописцев, посвященная 200-летию со дня рождения А. С. Пушкина.
- 1999 — Персональная выставка в музейно-выставочном комплексе МГТУ им. А. Н. Косыгина.
- 2000 — Персональная выставка в районном культурном центре при муниципалитете Барселоны, «Испания в творчестве художника А.Брусилова».
- 2001 — Персональная выставка в галерее Recasens ART Consell de Cent, Барселона, Испания.
- 2001 — Групповая выставка каталонских художников в галерее Recasens ART Consell de Cent, Барселона, Испания.
- 2002 — Групповая выставка в Московском фонде культуры.
- 2002 — Групповая выставка, Веспрем, Венгрия.
- 2002 — Групповая выставка, Будапешт, Венгрия.
- 2003 — Выставка, посвященная 70-летию Московского Союза художников, Большой Манеж.
- 2003 — Всероссийская художественная выставка «Наследие», посвященная памяти святителя Митрофана.
- 2004 — Х Всероссийская художественная выставка.
- 2004, 2005, 2006, 2007, 2008, 2009 — Московские международные выставки «Золотая кисть» в выставочном зале Новый Манеж.
- 2004 — Выставка московских художников, посвященная Дню города «Москва-2004», в выставочном зале Новый Манеж.
- 2004 — Выставка московских художников «Москва-2004», Санкт-Петербург.
- 2005 — Передвижная выставка по городам России «Картины большие и малые».
- 2005 — Международная художественная выставка «Победа», посвященная 60-летию Победы в Великой Отечественной войне 1941-45 годов, ЦДХ.
- 2005 — 2-я Всероссийская художественная выставка «Возрождение».
- 2006 — Всероссийская выставка «Образ Родины».
- 2006 — Выставка «Мир живописи и скульптуры», ЦДХ
- 2006, 2007 — Участие в коллективных экспозициях в галереях искусства города Олот, провинция Жирона, Каталония, Испания.
- 2008 — Выставка «Москва-художники-Москва»
- 2008 — Персональная выставка в Московской городской Думе
- 2008 — Международная выставка «Московское гостеприимство».
- 2008 — Всероссийская выставка «Возрождение-3», Тамбов
- 2009 — Московская зональная выставка, Новый Манеж.
- 2009 — Выставка творческих работ преподавателей ФПИ, посвященная 200-летию со дня рождения Н. В. Гоголя.
- 2010 — Благотворительная выставка московских художников, Новый Манеж.
- 2010 — Мир живописи и скульптуры, ЦДХ.
- 2010 — Выставка московских художников, посвященная 65-летию Победы в Великой Отечественной войне 1941—1945 годов.
- 2010 — Международная выставка «Золотая кисть», посвященная 65-летию Победы в Великой Отечественной войне 1941—1945 годов.
- 2010 — Выставка творческих работ преподавателей факультета прикладного искусства посвященная 65-летию Победы в Великой Отечественной войне 1941—1945 годов, Музейно-выставочный комплекс МГТУ им. А. Н. Косыгина.
- 2010 — Выставка творческих работ преподавателей МГТУ, посвященная 90-летию МГТУ им. А. Н. Косыгина.

## Дополнительная информация
Александр Брусилов работает в жанре пейзажа, портрета, натюрморта, но особенное предпочтение отдает многофигурным жанровым композициям и картинам на историческую тему. Большое историческое полотно: "«Александр I и Прусский король Фридрих-Вильгельм III с наследными принцами и свитой посещают в 1818 году столовый зал странноприимного дома графа Шереметева» находится в музее больницы НИИ скорой помощи им. Склифосовского. Картина «Освящение Мурманской железной дороги», «Самодеятельность 30-х годов» являются собственностью исторического музея города Мурманска, а работа «Старый Благовещенск» находится в музее Благовещенска.
В своем творчестве Александр Брусилов большое внимание уделяет теме праздников, танцев и карнавалов. Любовь к этому жанру привита художнику с детства. Его мать была актриса и он рос в театре, в актерской среде, в юности был принят в труппу Винницкого музыкально-драматического театра им. Садовского. Любовь к музыке и театральному действию проявилась с годами в творчестве живописца. Им созданы и экспонировались на многих российских и зарубежных выставках «Масленица в Коломенском», «Русский танец», «Каталонский танец Сардана», «Народные танцы на Балеарских островах», «Фламенко», «Арагонская хота», «Шествие Гигантов в Барселоне», «Карнавал в Венеции»

## Публикации
1. Каталог выставки «Москва историческая». — М., 1972. — С. 7.
2. Каталог выставки «Спорт в искусстве молодых». — М., 1973. — С. 2.
3. Каталог выставки «Спорт в искусстве». — М., 1975. — С. 11.
4. Каталог выставки работ преподавателей факультета прикладного искусства, посвященной ХХУ съезда КПСС. — М., 1976. — С. 6.
5. Каталог «Осенняя выставка произведений московских художников 1976 года». — М.: «Советский художник», 1977. — С. 29.
6. Каталог выставки «Коммунистический субботник 1980». — М., 1980.
7. А. Гвоздев. «Выставка Голубые дома Чертанова» // Газета «Московская правда». — 1980. — № 96. — С. 2.
8. «Пять красных суббот» // Газета «Московский художник». — 1980. — № 17. — С. 1.
9. А. Акимов, А. Брусилов. «Художники о ратном труде» // Газета «Забайкальский рабочий». — 1980. — № 228. — С. 1.
10. Каталог выставки «Московские художники 35-летию Великой Победы». — М., 1980. — С. 39.
11. Каталог выставки «Индустрия-82». — М., 1982. — С. 13, 23.
12. Каталог выставки произведений московских и узбекских художников. — Москва-Ташкент, 1982.
13. Каталог выставки «Нивы Алтая». — М.: «Советский художник», 1982. — С. 21—22.
14. Ю. Дюженко. «Показывают молодые» // Газета «Московский художник». — 1983. — № 18. — С. 4.
15. А. Брусилов. Публикация работы «Родной дом» из серии «Воспоминания о военном детстве» // Газета «Московский художник». — 1983. — № 44—45. — С. 1.
16. подборка 16-ти открыток "Москва заповедная". — М.: «Изобразительное искусство», 1988.
17. Л. Ясонова. «Доминанта света» // Газета «Московское собрание». — 1999. — № 5. — С. 4.
18. И. Соболева. «Начало» // Газета «Вестник МТА». — 1999. — № 9. — С. 4.
19. Монументалисты Москвы в юбилейный год. — М.: Информационно-издательский отдел МСХ, 2002. — С. 31.
20. Каталог всероссийской художественной выставки «Наследие», посвященной трехсотлетию памяти св. Митрофания, первого епископа Воронежского. — Воронеж, 2003. — С. 15.
21. Interiors (альбом посвященный творчеству самых популярных художников, работающих в Каталонии). — Барселона, 2003. — С. 9, 10.
22. Каталог выставки «Москва 2004». — М., 2004. — С. 10.
23. Каталог выставки произведений Московского товарищества живописцев МСХ. — М., 2004.
24. XIV Московская международная выставка-конкурс современной живописи, посвященная Дням славянской письменности и культуры. — М.: «CapitalPress», 2004. — С. 27.
25. А. Брусилов. «Испанский художник Мариано Фортуни и его влияние на русскую живопись» // «Вестник ДИТУД». — 2004. — № 3. — С. 106—110.
26. Живописцы Москвы. — М.: «Живопись-Инфо», 2004. — С. 20. — ISBN 5-901270-03-8.
27. Каталог выставки «Современное искусство России». — М., 2005. — С. 19.
28. А. Брусилов. «Эволюция этюда» // «Вестник ДИТУД». — 2005. — № 4. — С. 77—80.
29. А. Брусилов. публикация работы «Родной дом» // Газета «Художник России». — 2005. — № 22—25. — С. 8.
30. Каталог "Храмовое искусство, живопись, графика, скульптура, декоративно-прикладное искусство, народное искусство, монументальное искусство, искусствоведение". — Белгород, 2005. — С. 25.
31. Каталог выставки «Живопись, графика, скульптура, арт-фото, иконопись, декоративно-прикладное искусство, дизайн». — М., 2005. — С. 14.
32. Международный каталог художественной выставки, посвященной 60-летию Победы в Великой Отечественной войне 1941-1945 годов. — М.: «Арт-Фактор», 2005. — С. 12.
33. Каталог "XV Московская международная выставка-конкурс современной живописи, посвященная 60-летию Победы в Великой Отечественной войне 1941-1945 гг. и Дням славянской письменности и культуры". — М.: «CapitalPress», 2005.
34. Каталог выставки «Картины большие и маленькие». — Ханты-Мансийск: «Полиграфист», 2005. — С. 30.
35. Каталог выставки «Мир живописи и скульптуры. Московские живописцы. Традиции и поиск». — М.: «Живопись-Инфо», 2006. — С. 30. — ISBN 5-9900524-2-1.
36. А. Брусилов. «Стилистическое разнообразие натюрмортных композиций и критерии их восприятия» // «Вестник ДИТУД». — 2006. — № 3. — С. 65—70.
37. Каталог выставки «Образ Родины». — Вологда: «Полиграфист», 2006. — С. 99. — ISBN 5-86402-174-1.
38. RUSSIAN ART GUIDE 2006. — М.: «Сканрус», 2006. — С. 44,45. — ISBN 5-93221-091-5.
39. Каталог "XVI Московская международная выставка-конкурс современной живописи. Навстречу Дням славянской письменности и культуры". — М.: «CapitalPress», 2006. — С. 23.
40. "Изобразительное искусство России". Том 2. — М., 2006. — С. 22.
41. RUSSIAN ART GUIDE 2007. — М.: «Сканрус», 2006. — С. 68, 69. — ISBN 5-93221-109-1.
42. Каталог "XVII Московская международная выставка-конкурс современной живописи". — М., 2007. — С. 28.
43. Семидесятипятилетию Московского Союза художников посвящается. Энциклопедия живописцев. — М.: «Живопись-Инфо», 2007. — С. 35. — ISBN 978-5-9900524-5-1.
44. Московское гостеприимство. — М.: «Живопись-Инфо», 2008. — С. 6, 7.
45. Л. Ясонова. «Брусиловский прорыв» // Газета «Тверская, 13» парламентское приложение «Петровка, 22». — 2008. — № от 13.03.2008. — С. 1.
46. Каталог "XVIII Московская международная выставка-конкурс современной живописи". — М., 2008. — С. 19.
47. RUSSIAN ART GUIDE 2008. — М.: «М-Сканрус», 2008. — С. 50, 51. — ISBN 978-5-91340-012-3.
48. Каталог "XIX Московская международная выставка-конкурс современной живописи". — М., 2009.
49. В. Калашников. «Гоголю посвящается» // «Вестник МГТУ». — 2009. — № 3. — С. 3.
50. Каталог "ХХ Московская международная выставка-конкурс современной живописи, посвящается 65-летию Победы в Великой Отечественной войне 1941-1945 гг.". — М., 2010. — С. 27.